# Distretti di Berlino
Berlino è suddivisa in 12 distretti (Bezirk), ciascuno gestito da un "ufficio distrettuale" (Bezirksamt):
|     | Nome                       | Superficie (km²) | Abitanti |
| --- | -------------------------- | ---------------- | -------- |
| 1.  | Mitte                      | 39,74            | 368 122  |
| 2.  | Friedrichshain-Kreuzberg   | 20,16            | 281 076  |
| 3.  | Pankow                     | 103,07           | 394 816  |
| 4.  | Charlottenburg-Wilmersdorf | 64,72            | 334 351  |
| 5.  | Spandau                    | 91,91            | 238 278  |
| 6.  | Steglitz-Zehlendorf        | 102,56           | 307 135  |
| 7.  | Tempelhof-Schöneberg       | 53,09            | 345 024  |
| 8.  | Neukölln                   | 44,93            | 328 045  |
| 9.  | Treptow-Köpenick           | 168,43           | 257 782  |
| 10. | Marzahn-Hellersdorf        | 61,74            | 261 954  |
| 11. | Lichtenberg                | 52,29            | 280 721  |
| 12. | Reinickendorf              | 89,45            | 260 253  |

(dati del 2016)
Ogni distretto, dotato dei poteri che l'amministrazione comunale decide di assegnargli, elegge un proprio Consiglio dei delegati distrettuali (Bezirksverordnetenversammlung) e un Sindaco (Bürgermeister).

## La riforma amministrativa del 2001
Il numero dei distretti è stato ridotto con la riforma del 2001 dai 23 precedenti (risalenti alla creazione della "Grande Berlino" nel 1920) ai 12 attuali. Ciò ha permesso un taglio dei costi di amministrazione, e la creazione di nuove suddivisioni omogenee per numero di abitanti.
In dettaglio:
|     | Distretto                  | Distretti precedenti               |
| --- | -------------------------- | ---------------------------------- |
| 1.  | Mitte                      | Mitte, Tiergarten, Wedding         |
| 2.  | Friedrichshain-Kreuzberg   | Friedrichshain, Kreuzberg          |
| 3.  | Pankow                     | Pankow, Prenzlauer Berg, Weißensee |
| 4.  | Charlottenburg-Wilmersdorf | Charlottenburg, Wilmersdorf        |
| 5.  | Spandau                    | Spandau                            |
| 6.  | Steglitz-Zehlendorf        | Steglitz, Zehlendorf               |
| 7.  | Tempelhof-Schöneberg       | Schöneberg, Tempelhof              |
| 8.  | Neukölln                   | Neukölln                           |
| 9.  | Treptow-Köpenick           | Alt-Treptow, Köpenick              |
| 10. | Marzahn-Hellersdorf        | Marzahn, Hellersdorf               |
| 11. | Lichtenberg                | Lichtenberg, Alt-Hohenschönhausen  |
| 12. | Reinickendorf              | Reinickendorf                      |

## Suddivisione in quartieri (Ortsteil)
Ogni distretto è suddiviso in più quartieri (Ortsteil). Ad ogni quartiere è associato un codice numerico. Il numero complessivo dei quartieri è di 97:
- 01 Distretto di Mitte
  - 0101 Mitte
  - 0102 Moabit
  - 0103 Hansaviertel
  - 0104 Tiergarten
  - 0105 Wedding
  - 0106 Gesundbrunnen
- 02 Distretto di Friedrichshain-Kreuzberg
  - 0201 Friedrichshain
  - 0202 Kreuzberg
- 03 Distretto di Pankow
  - 0301 Prenzlauer Berg
  - 0302 Weißensee
  - 0303 Blankenburg
  - 0304 Heinersdorf
  - 0305 Karow
  - 0306 Stadtrandsiedlung Malchow
  - 0307 Pankow
  - 0308 Blankenfelde
  - 0309 Buch
  - 0310 Französisch Buchholz
  - 0311 Niederschönhausen
  - 0312 Rosenthal
  - 0313 Wilhelmsruh
- 04 Distretto di Charlottenburg-Wilmersdorf
  - 0401 Charlottenburg
  - 0402 Wilmersdorf
  - 0403 Schmargendorf
  - 0404 Grunewald
  - 0405 Westend
  - 0406 Charlottenburg-Nord
  - 0407 Halensee
- 05 Distretto di Spandau
  - 0501 Spandau
  - 0502 Haselhorst
  - 0503 Siemensstadt
  - 0504 Staaken
  - 0505 Gatow
  - 0506 Kladow
  - 0507 Hakenfelde
  - 0508 Falkenhagener Feld
  - 0509 Wilhelmstadt
- 06 Distretto di Steglitz-Zehlendorf
  - 0601 Steglitz
  - 0602 Lichterfelde
  - 0603 Lankwitz
  - 0604 Zehlendorf
  - 0605 Dahlem
  - 0606 Nikolassee
  - 0607 Wannsee
  - 0608 Schlachtensee
- 07 Distretto di Tempelhof-Schöneberg
  - 0701 Schöneberg
  - 0702 Friedenau
  - 0703 Tempelhof
  - 0704 Mariendorf
  - 0705 Marienfelde
  - 0706 Lichtenrade
- 08 Distretto di Neukölln
  - 0801 Neukölln
  - 0802 Britz
  - 0803 Buckow
  - 0804 Rudow
  - 0805 Gropiusstadt
- 09 Distretto di Treptow-Köpenick
  - 0901 Alt-Treptow
  - 0902 Plänterwald
  - 0903 Baumschulenweg
  - 0904 Johannisthal
  - 0905 Niederschöneweide
  - 0906 Altglienicke
  - 0907 Adlershof
  - 0908 Bohnsdorf
  - 0909 Oberschöneweide
  - 0910 Köpenick
  - 0911 Friedrichshagen
  - 0912 Rahnsdorf
  - 0913 Grünau
  - 0914 Müggelheim
  - 0915 Schmöckwitz
- 10 Distretto di Marzahn-Hellersdorf
  - 1001 Marzahn
  - 1002 Biesdorf
  - 1003 Kaulsdorf
  - 1004 Mahlsdorf
  - 1005 Hellersdorf
- 11 Distretto di Lichtenberg
  - 1101 Friedrichsfelde
  - 1102 Karlshorst
  - 1103 Lichtenberg
  - 1104 Falkenberg
  - 1106 Malchow
  - 1107 Wartenberg
  - 1109 Neu-Hohenschönhausen
  - 1110 Alt-Hohenschönhausen
  - 1111 Fennpfuhl
  - 1112 Rummelsburg
- 12 Distretto di Reinickendorf
  - 1201 Reinickendorf
  - 1202 Tegel
  - 1203 Konradshöhe
  - 1204 Heiligensee
  - 1205 Frohnau
  - 1206 Hermsdorf
  - 1207 Waidmannslust
  - 1208 Lübars
  - 1209 Wittenau
  - 1210 Märkisches Viertel
  - 1211 Borsigwalde